# Berlin-Marathon 2023
| 49. Berlin-Marathon    | 49. Berlin-Marathon          |
| ---------------------- | ---------------------------- |
| Stadt                  | Berlin, Deutschland          |
| Datum                  | 24. September 2023           |
| Distanz                | 42,195 Kilometer             |
| Sieger                 |                              |
| Männer                 | Eliud Kipchoge (2:02:42 h)   |
| Frauen                 | Tigist Assefa (2:11:53 h WR) |
| ← Berlin-Marathon 2022 | Berlin-Marathon 2024 →       |
| Website                | Offizielle Website           |

Der Berlin-Marathon 2023 (offiziell: BMW Berlin-Marathon 2023) war die 49. Ausgabe der jährlich stattfindenden Laufveranstaltung in Berlin, Deutschland. Er fand am 24. September 2023 statt. 
Der Berlin-Marathon 2023 war Teil der  World Marathon Majors 2023 und hatte das Etikett Platinum Label der World Athletics Label Road Races 2023.
Knapp 48.000 Teilnehmer aus mehr als 150 Ländern waren angemeldet. Tigist Assefa verbesserte mit einer Zeit von 2:11:53 Stunden den beim Chicago-Marathon 2019 von Brigid Kosgei aufgestellten Weltrekord der Frauen um über zwei Minuten. Bei den Männern gewann Eliud Kipchoge zum fünften Mal.

## Ergebnisse

### Männer

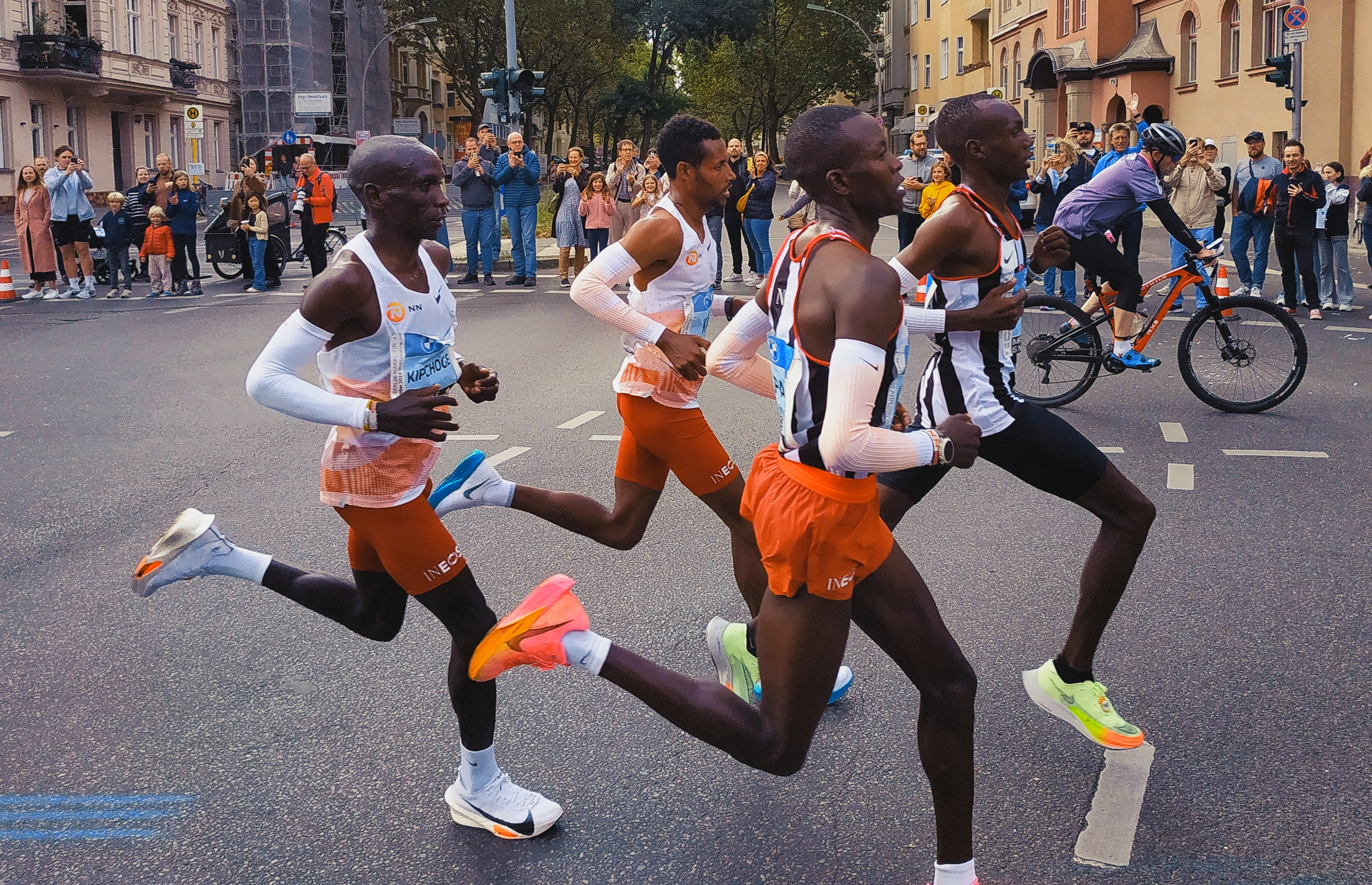
Läufergruppe mit dem Sieger Eliud Kipchoge (links) beim Berlin-Marathon 2023

| Platz | Athlet                  | Land        | Zeit (h)   |
| ----- | ----------------------- | ----------- | ---------- |
| 01    | Eliud Kipchoge          | Kenia       | 2:02:42    |
| 02    | Vincent Kipkemoi        | Kenia       | 2:03:13    |
| 03    | Tadese Takele           | Äthiopien   | 2:03:24    |
| 04    | Ronald Korir            | Kenia       | 2:04:22    |
| 05    | Haftu Teklu             | Äthiopien   | 2:04:42    |
| 06    | Andualem Belay Shiferaw | Äthiopien   | 2:04:44    |
| 07    | Amos Kipruto            | Kenia       | 2:04:49    |
| 08    | Philemon Kiplimo        | Kenia       | 2:04:56    |
| 09    | Amanal Petros           | Deutschland | 2:04:58 NR |
| 10    | Bonface Kimutai Kiplimo | Kenia       | 2:05:05    |

### Frauen
| Platz | Athletin         | Land                   | Zeit (h)   |
| ----- | ---------------- | ---------------------- | ---------- |
| 01    | Tigist Assefa    | Äthiopien              | 2:11:53 WR |
| 02    | Sheila Chepkirui | Kenia                  | 2:17:49    |
| 03    | Magdalena Shauri | Tansania               | 2:18:41    |
| 04    | Zeineba Yimer    | Äthiopien              | 2:19:07    |
| 05    | Senbere Teferi   | Äthiopien              | 2:19:21    |
| 06    | Dera Dida        | Äthiopien              | 2:19:24    |
| 07    | Workenesh Edesa  | Äthiopien              | 2:19:40    |
| 08    | Helen Bekele     | Äthiopien              | 2:19:44    |
| 09    | Charlotte Purdue | Vereinigtes Königreich | 2:22:17    |
| 10    | Fikrte Wereta    | Äthiopien              | 2:23:01    |